# Podochilus khasianus
Podochilus khasianus är en orkidéart som beskrevs av Joseph Dalton Hooker. Podochilus khasianus ingår i släktet Podochilus och familjen orkidéer. Inga underarter finns listade i Catalogue of Life.